# District de Boshan
Le district de Boshan (博山区 ; pinyin : Bóshān Qū) est une subdivision administrative de la province du Shandong en Chine. Il est placé sous la juridiction de la ville-préfecture de Zibo.